# Sơn Lễ
Sơn Lễ là một xã thuộc huyện Hương Sơn, tỉnh Hà Tĩnh, Việt Nam.

## Địa lý
Xã Sơn Lễ có diện tích 29,37 km², dân số năm 1999 là 4.792 người, mật độ dân số đạt 163 người/km².

## Lịch sử
Ngày 13 tháng 12 năm 2018, HĐND tỉnh Hà Tĩnh ban hành Nghị quyết số 126/NQ-HĐND về việc:
- Thành lập thôn Tây Nam trên cơ sở thôn Tây Sơn và thôn Nam Sơn.
- Sáp nhập một phần của thôn Yên Đức vào thôn Khe Cò.
- Thành lập thôn Đức Vừ trên cơ sở thôn Bắc Sơn và phần còn lại của thôn Yên Đức.
- Sáp nhập thôn Chùa vào thôn Cao Thắng.
- Sáp nhập thôn Tuệ Sơn vào thôn Trung Lễ.